# Risa Taneda
Risa Taneda (種田 梨沙, Taneda Risa), née le 12 juillet 1988 à Tokyo, est une seiyū japonaise affiliée à Office Osawa. Parmi ses rôles principaux figurent Mirai Kuriyama dans Beyond the Boundary, Kaori Miyazono dans Your Lie in April, Rory Mercury dans Gate : jieitai kanochi nite, kaku tatakaeri, Erina Nakiri dans Food Wars: Shokugeki no Soma et Yukina Himeragi dans Strike the Blood.

## Biographie
En 1re année de collège, Risa Taneda a d'abord appris sur le doublage et s'y était intéressée après avoir écoutée des programmes radiophoniques animés par des seiyū. Entre-temps, Taneda était aussi fan du monde fantastique de la série Harry Potter. « Je veux jouer dans la série! », se dit-elle en étant inspirée. Elle a ensuite commencé à s'entraîner seule les techniques de doublage au cours de ses années de collège.
Elle est allée à l'université à Tokyo en 2007, où elle a suivi des études spécialisées de design et a ensuite obtenu un baccalauréat ès arts. Taneda détient également une certification en tant que professeur d'art au collège. Alors qu'elle était encore l'université, Taneda a commencé à faire un stage à l'agence de doublage Office Osawa et a réussi à devenir une comédienne de doublage après une audition. En octobre 2011, Taneda a fait ses débuts en tant que narratrice dans le court-métrage Sakura no ondo (ja) (桜の温度).
En septembre 2012, Taneda a doublé son tout premier personnage principal, Saki Watanabe, dans la série télévisée d'animation Shin sekai yori, dont elle a également interprétée la chanson d'ending Warate Ringo (割れたリンゴ) et animé une mini-émission télévisée Shin sekai yori Chronicle (新世界よりクロニクル, Shin sekai yori kuronikuru) sur la chaîne TV Asahi. Tout en étant son premier rôle principal, Taneda a démontré d'excellentes compétences en doublage et a très bien joué les trois âges de Saki Watanabe tout au long de la série. Plus tard, sa carrière a connu un essor fulgurant et a eu de nombreux rôles dans des œuvres notables, notamment Rize Tedeza dans Gochūmon wa usagi desu ka?, Kaori Miyazono dans Your Lie in April, Erina Nakiri dans Food Wars: Shokugeki no Soma, Yukina Himeragi dans Strike the Blood et Kotoha Tanaka dans THE iDOLM@STER: Million Live!.
Le 1er septembre 2016, Office Osawa a annoncé que Taneda mettrait sa carrière en pause pour se concentrer sur le traitement de sa gorge,.
Le 4 août 2017, Office Osawa a annoncé que son traitement s'est déroulé sans problème et qu'elle retournerait progressivement au doublage.

## Remplacement des doublages
Les remplacements de Risa dans ses rôles précédents sont les suivants :
- Rie Takahashi - Fate/Grand Order : Mash Kyrielight
- Hisako Kanemoto - Food Wars: Shokugeki no Soma (Ni no sara OVA, Troisième service) : Erina Nakiri
- Nana Mizuki - WWW.Working!! (en) : Kisaki Kondō
- Asami Sanada (ja) - Chaos;Child (en) : Mio Kunosato
- Kaori Ishihara - Break Out (ja) : Narration
- Ayako Kawasumi - Danmachi: Sword Oratoria : Riveria Ljos Alf
- Ai Kakuma (ja) - Imōto sae ireba ii. (2d drama CD & anime) : Miyako Shirakawa
- Inori Minase - The Legend of Heroes: Trails of Cold Steel III : Altina Orion

## Filmographie

### Séries télévisées d'animation
2012
- AKB0048 : Le frère de Yūka
- Battle Spirits: Sword Eyes (ja) : Femme B
- Shin sekai yori : Saki Watanabe[1]
- Fushigi no yappo shima Pukipuki to Poi
- Koi to senkyo to Chocolate (en) : Lycéenne, lycéenne C
- Natsuyuki Rendez-vous : Kool[1]
- Say I love you : Asami Oikawa[1]
- Tanken Driland (en) : Princesse sirène Sera[1]
- Tari Tari (en) : Midori Ueno[1]
- To Love-Ru Darkness : Belle fille (ép. 12)

2013
- A Certain Scientific Railgun S : Lycéenne
- AKB0048 next stage : Le frère de Yūka
- Battle Spirits: Sword Eyes (ja) : Maid, fille
- Beyond the Boundary : Mirai Kuriyama[1]
- Boku wa tomodachi ga sukunai NEXT : Jenfa[1]
- Gaist Crusher (en) : Sakura Sango[1]
- Genshiken Second Season : Fuji
- High School DxD New : Xenovia Quarta[1]
- Kin-iro Mosaic : Aya Komichi[1]
- Kotoura-san : Yu-chan, lycéenne[1]
- Golden Time : Avocate
- Suisei no gargantia : Paraem[1]
- Magi : Tiare[1]
- Oreshura : Kaoru Asoi[1]
- Ro-Kyu-Bu! SS : Masami Fujii[1]
- Strike the Blood : Yukina Himeragi[1]
- Hataraku maō-sama! : Fille
- Tokyo Ravens : Harutora Tsuchimikado (jeune), femme A, lycéenne
- Unbreakable Machine-Doll : Cedric Granville / Alice Bernstein
- Yozakura Quartet : Enfant A de la 2e rue, fille 2, fille
- Yuyushiki : Yukari Hinata[1]

2014
- Brynhildr in the Darkness : Neko Kuroha / Kuroneko[1]
- Kanojo ga Flag o oraretara : No. 0[1]
- Gochūmon wa usagi desu ka? : Rize Tedeza[1]
- Glasslip : Sachi Nagamiya[1]
- Lady Jewelpet (en) : Lillian[1]
- Log Horizon 2 : Seine, Chika
- M3: Sono kuroki hagane (en) : Jeune Heito
- No Game No Life : Reine
- Saikin, imōto no yōsu ga chotto okashiin da ga. (en) : Lycéenne
- Selector Infected WIXOSS (en) : Mayu[1]
- selector spread WIXOSS (en) : Mayu
- Tenkai Knights : Chooki Mason[1]
- Inō-Battle wa nichijō-kei no naka de : Sayumi Takanashi[1]
- Your Lie in April : Kaori Miyazono[1]

2015
- Food Wars: Shokugeki no Soma : Erina Nakiri
- Gate - Au-delà de la porte : Rory Mercury
- Gochūmon wa usagi desu ka?? : Rize Tedeza
- Hello!! Kin-iro Mosaic : Aya Komichi
- High School DxD BorN : Xenovia Quarta
- Danmachi : Riveria Ljos Alf
- Kantai Collection : Nachi, Ashigara, Haguro
- Log Horizon 2 : Sejin
- Ninja Slayer From Animation : Dragon Yukano
- Sky Wizards Academy : Yuri Floster
- The Rolling Girls : Ai Hibiki
- Ultimate Otaku Teacher : Matome Nishikujou
- Utawareru mono: Itsuwari no kamen : Kuon

2016
- Aokana: Four Rhythm Across the Blue : Reiko Satōin
- Nejimaki seirei senki: Tenkyō no Alderamin (en) : Yatorishino Igsem
- Food Wars: Shokugeki no Soma - Second sevice : Erina Nakiri
- Gate: jieitai kanochi nite, kaku tatakaeri : Rory Mercury
- Luck & Logic (en) : Tamaki Yurine
- Saijaku muhai no Bahamut (en) : Celistia Ralgris

2018
- Butlers: Chitose momotose monogatari (ja) : Satsuki Mikami
- High School DxD Hero : Xenovia Quarta
- Junji Ito: Collection : Yui
- Toji no miko (en) : Kagari Hiiragi
- Release the Spyce (en) : Theresia
- Zombie Land Saga : Ai Mizuno

2019
- Grimms Notes The Animation (en) : Akazukin

### Original video animation (OVA)
- Aratanaru Sekai (ja) (2012) : Yakusa
- High School DxD BorN (2015) : Xenovia Quarta
- Strike the Blood II OVA (2016-2017) : Yukina Himeragi
- Strike the Blood III OVA (2018) : Yukina Himeragi

### Films d'animation
- Sakura no ondo (ja) (2011) : Narratrice[3]
- Beyond the Boundary I'll Be Here: Kako-hen (2015): Mirai Kuriyama
- Beyond the Boundary I'll Be Here: Mirai-hen (2015): Mirai Kuriyama
- Garakowa: Restore the World (ja) (2016) : Dual

### Jeux vidéo
2012
- Glass Heart Princess (ja) : Manaka

2013
- Kantai Collection : Shōhō, Myōkō, Nachi, Ashigara, Haguro, Samidare, Suzukaze, Akashi
- Glass Heart Princess:PLATINUM (ja) : Manaka
- THE iDOLM@STER: Million Live! : Kotoha Tanaka

2014
- Dengeki Bunko: Fighting Climax : Yukina Himeragi
- Etrian Odyssey 2 Untold: The Fafnir Knight : Arianna
- Project Zero : La Prêtresse des Eaux noires : Yūri Kozukata

2015
- Fate/Grand Order : Marie Antoinette, Mata Hari, Kiyohime
- Utawareru mono: Itsuwari no kamen : Kuon
- Valkyrie Drive: Bhikkhuni : Koharu Tsukikage

2016
- Overwatch : D.Va
- Utawareru mono: Futari no hakuoro : Kuon

2017
- Azur Lane : HMS Cygnet, Shōkaku, Zuikaku
- Dragon Quest VIII : Princesse Médéa
- Fire Emblem Echoes: Shadows of Valentia : Palla
- Fire Emblem Heroes : Idunn, Palla

2018
- THE iDOLM@STER: Million Live!: Theater Days : Kotoha Tanaka[7]
- Digimon ReArise : Erismon
- League of Legends : Neeko
- Girls' Frontline (en) : Thompson

2019
- Arknights : Eyjafjalla

### Drama CD
- Ichiban ushiro no dai maō: Drama & Character Song Album - Ichiban ushiro ni aru kimochi (en) (2010) : Lycéenne B
- Kyoukai no kanata Drama CD : Slapstick bungei-bu (2013) : Mirai Kuriyama
- Hibi Chōchō (en) (2014) : Yuri Kudō